# Guillermo García Calvo
Guillermo García Calvo (Madrid, 4 d'agost de 1978) és un director d'orquestra espanyol. Des de 2002, García Calvo ha mantingut una estreta relació amb l'Òpera Estatal de Viena, on s'ha responsabilitzat de la preparació musical de més de mig centenar de títols del repertori operístic i ha dirigit més de dues-centes representacions. Va tenir un primer període com Korrepetitor (mestre repertorista, que és l'encarregat d'assajar amb ballarines de ballet o cantants d'òpera) fix en aquest teatre, que va durar fins a juny de 2010. Resideix a Viena amb la seva dona Andrea amb la que ha tingut una filla.
Nascut a Madrid, en 1978, Guillermo García Calvo va començar la seva educació musical als set anys amb el piano com a instrument principal. Va acabar els seus estudis musicals a la Universitat de Música i Art Dramàtic de Viena amb una tesi sobre Parsifal i una interpretació de l'obertura de Tannhäuser en la Großer Saal del Musikverein. Entre 2001 i 2002 va treballar com a ajudant d'Ivan Fischer i l'Orquestra del Festival de Budapest i en l'estiu de 2007 per a Christian Thielemann en la producció de L'anell del nibelung en el Festival de Bayreuth.
Va debutar com a director d'òpera en 2003 amb Hansel i Gretel en el Schlosstheater Schönbrunn (amb 25 anys), i al desembre de 2009 va substituir a Daniele Gatti una nova producció al Schlosstheater Schönbrunn de Macbeth de l'Òpera Estatal de Viena. També cal destacar el seu debut en l'Òpera Alemanya de Berlín amb La Cenerentola.
El gener de 2016 va tenir lloc el seu debut en l'Òpera de Florència amb l'orquestra del Maggio Fiorentino interpretant Goyescas d'Enric Granados i El amor brujo de Manuel de Falla y Matheu. Així mateix, a l'abril d'aquest mateix any, va debutar en el Palais Garnier de París.
Al maig va ser responsable de l'estrena en temps moderns de l'òpera Elena i Malvina de Ramon Carnicer i Batlle amb l'Orquestra i Cors Nacionals d'Espanya.

## Premis
- 2013: Premi Codalario al Millor Artista.[7]

## Actuacions destacades
- Curro Vargas de Ruperto Chapí en el Teatre de la Zarzuela de Madrid (2014), que va ser premiada pels «Premis Lírics Campoamor», Oviedo, el 2014.[8][9]
- Goyescas d'Enric Granados al Teatre Reial de Madrid (Temporada 2014-2015).[10]
- Salomé de Richard Strauss en Teatre Principal de Palma (2016).[11]